# دومينغو رودريغيز
دومينغو رودريغيز (بالإسبانية: Aníbal Rodríguez Herrera)‏ هو محامي وسياسي تشيلي، ولد في 1868 في سانتياغو في تشيلي، وتوفي بنفس المكان في 1930. حزبياً، نشط في National Party (Chile, 1857) ‏. وقد انتخب عضو مجلس النواب من شيلي.